# Brandenburg (Tandel)
Brandenburg (luxemburgisch Branebuergⓘ, französisch Brandenbourg) ist eine Ortschaft in der Gemeinde Tandel im Kanton Vianden in Luxemburg.

## Lage
Brandenburg liegt im Tal der Blees. Innerhalb der Ortschaft münden der Millebach und der Hämechtbach in die Blees. Verkehrlich erschlossen wird der Ort durch die CR 352 und 353. Nachbarorte sind im Norden Landscheid und im Süden Bastendorf.

## Allgemeines
Brandenburg gehört seit dem 1. Januar 2006 zur Gemeinde Tandel, zuvor war das Dorf Ortsteil von Bastendorf.
Hauptsehenswürdigkeit ist die Burgruine Brandenburg, welche sich über dem Ort erhebt. Sie stammt im Kern noch aus dem 10. Jahrhundert. Weitere Sehenswürdigkeit ist die 1790 erbaute Pfarrkirche St. Peter und Paul.